# Альбумарес
Альбума́рес (лат. Albumares brunsae) — ископаемый вид беспозвоночных животных из типа трёхдольных (Trilobozoa), существовавших в эдиакарском периоде. Выделяется в монотипический род Albumares. Окаменелости обнаружены в 1976 году в долине реки Сюзьмы в Приморском районе Архангельской области и датируются эдиакаром. Диаметр окаменелостей — около 13 мм.

## Этимология
Родовое название дано в честь Белого моря (лат. Mare Album), видовое — в честь советского геолога Е. П. Брунс.

## Описание
Представляет собой медузу со сферическим уплощённым зонтиком и трёхлучевой радиальной симметрией, которая в настоящее время не встречается у кишечнополостных. От центра под углом 120° отходят три ротовые лопасти длиной около 5 мм, сохранившиеся в виде валиков. На отпечатках сохранились также следы гастро-васкулярной системы в виде радиальных валиков. В каждом из трёх секторов, разделённых ротовыми лопастями, от центральной части идут по три канала, которые четырежды раздваиваются по направлению к краю зонтика. По краю зонтика видны отпечатки более 100 коротких щупалец толщиной 0,15 мм.
По строению близки к вендским медузам рода анфеста, однако в отличие от них имеют форму трилистника.

## Распространение
Места находок окаменелостей:
- Россия, Архангельская область, городской округ «Северодвинск», река Сюзьма, 5 км вверх по течению от устья.
- Южная Австралия, хребет Флиндерс, Рипхук-Хилл (англ. Reaphook Hill).